# V/Vm
V/Vm은 영국 음악가 Leyland James Kirby의 가명으로 , 주로 아방가르드 음악을 제작했다. 주로 노이즈 음악 스타일로 시작했지만 , V/Vm이라는 가명으로 발매된 대부분의 음반은 자작곡을 포함한 플런더포닉스 였다. V/Vm의 음악은 전부는 아니지만 대부분 V/Vm Test Records 레이블을 통해 발매되었다. Kirby는 V/Vm 프로젝트 활동 외에도 The Caretaker 라는 이름으로도 녹음했다 현재 크라쿠프에 거주하고 있다.

## 역사
Leyland Kirby는 1996년 V/Vm이라는 가명으로 주로 자신의 레이블인 V/Vm Test Records에서 음악 제작을 시작했다초기 발매는 Fat Cat Records에서 12인치 스플릿 앨범을 포함하여 일렉트로닉 음악의 성격을 띠었다.  1999년 V/Vm은 EP Pig를 발매했는데 ,  이 앨범은 돼지가 먹이를 먹는 소리로 주로 구성되어 있었는데, 일부 비평가들은 이를 돼지가 죽는 소리로 오해했다.
1998년 V/Vm은 The Wire (1998년 10월, 176호) 표지에 등장했다. "더 강하게! 더 빠르게! 더 크게!"라는 배너 아래 이 기사는 Alec Empire , DJ Speedranch, Diskono , Fat Cat Records 등 이 포함된 발전하는 음악계를 살펴보았다.
1990년대 후반, V/Vm 은 저작권을 무시한 방식으로 발매된 플런더포닉스(plunderphonics) 장르의 음악을 제작하기 시작했다. 당시 V/Vm은 부틀렉, 플런더포닉스, 매시업 (일명 배스타드 팝) 장르를 선도하는 아티스트들과 논의를 진행했다. 2000년, 크리스 드 버그(Chris de Burgh )의 " The Lady in Red"를 샘플링한 V/Vm의 플런더포닉스 싱글 " The Lady in Red (Is Dancing With Meat)"는 NME 에서 주간 싱글로 선정되었다.  "The Lady In Red (Is Dancing With Meat)"는 이후 V/Vm의 2000년 앨범 Sick-Love 에 수록되었다. 
2003년, V/Vm은 Frankie Goes to Hollywood 의 1983년 히트곡 " Relax " 를 재발매한 후 법적 위협을 받았다. 원곡의 복제판으로 더블 LP, 7인치 픽처 디스크, 그리고 CD 싱글이 발매되었는데, 각 앨범에는 "Relax"의 여러 리믹스가 수록되어 있었다. 발매 후 몇 주 만에 V/Vm은 법적 위협을 받았고, 결국 발매를 철회했다. 

## V/Vm 테스트 기록
1996년부터 2008년까지 커비는 V/Vm Test Records 레이블을 운영했는데, 이 레이블에서는 About This Product, Goodiepal , Jansky Noise, Fast Lady 등 여러 실험 음악가들의 음반을 발매했다. 이 레이블은 V/Vm Test Records 웹사이트를 통해 무료 오디오  를 제공했다.

## 이후 프로젝트
2005년, V/Vm은 알파빌(Alphaville) 의 노래 Forever Young 을 리믹스하여 소니 의 플레이 스테이션 광고에 사용될 예정이었다. 광고는 녹화되었지만, TBWA 월드와이드(TBWA Worldwide) 와의 분쟁으로 인해 방영되지는 않았다.  방영되지는 않았지만, 해당 광고는 유출되어 유튜브 에 업로드되었다. 
2006년, V/Vm은 1년 내내 작업한 V/Vm 365를 제작했다. V/Vm은 V/Vm 365를 "기본적으로 1년 동안 무료 오디오를 제작하고 업로드하여, 여러분이 원하는 대로 소화할 수 있도록 모든 것을 그대로 담은 엄청난 혼란을 남기는 것이다."라고 설명했다. 완성된 V/Vm 365는 603개의 오디오 트랙과 6개의 비디오 트랙으로 구성되었으며, 총 러닝 타임은 52시간 3분 57초였다.  매일 하나 이상의 오디오 작품이 텍스트와 그날의 사진과 함께 업로드되었다.
그는 마드리드 에서 열린 "Ruidos, Silencios y la Transgresion Mordaz. De Fluxus al techno-noise"라는 제목의 전시회에 참여했다. . 이 전시회에는 V/Vm 비디오와 V/Vm, 플럭서스 아티스트( 백남준 , Philip Corner , Wolf Vostell ) 및 기타 현대 아티스트와 음악가( Ultra-red ) 의 작품이 전시되었다. . 
2008년에 V/Vm 은 There Was A Fish...In...The Percolator라는 앨범을 발매했는데 , 이는 그가 V/Vm Test Records 레이블에서 발매한 마지막 앨범이었다. 이후 V/Vm Test Records는 앨범을 유튜브에 공유하고 있다.

## 음반 목록
- uplink data transmissions– V/Vm 테스트(1996)
- Fat Cat Split 12inch– Fat Cat Records (1997)
- machine- V/Vm 테스트(1999)
- pig- V/Vm 테스트(1999)
- Auraloffalwaffle – V/Vm 테스트(1999)
- Lady in Red/All Night Long – V/Vm 테스트(2000)
- SiCK-LOVE– V/Vm 테스트(2000)
- the masters of the absurd– V/Vm 테스트(2000)
- snooker loopi - V/Vm 테스트(2001)
- Helpaphextwin – V/Vm 테스트(2003)
- The Missing Symphony – V/Vm 테스트(2003)
- Sabam – The Sound of Belgium '89 – V/Vm Test (2006)
- white death- V/Vm 테스트(2011)
- Vvmt365  – V/Vm 테스트(2006)
- the death of rave– V/Vm 테스트(2006)

1. ↑  “V/Vm” (영어). 2025년 5월 3일.